# Mettet
Mettet (valonă Metet) este o comună francofonă din regiunea Valonia din Belgia. Comuna Mettet este formată din localitățile Mettet, Biesme, Biesmerée, Ermeton-sur-Biert, Furnaux, Graux, Oret, Saint-Gérard, Stave și Scry. Suprafața sa totală este de 116,78 km². La 1 ianuarie 2008 comuna avea o populație totală de 12.233 locuitori. 
1. ↑  L'actuelle majorité ICAP-ROPS rempile à Mettet, avec Yves Delforge comme bourgmestre (în franceză), RTBF[*], 15 octombrie 2018